# Клеопатра VI
Вижте пояснителната страница за други значения на Клеопатра.
Клеопатра VI Трифаина (на старогръцки: Κλεοπάτρα Τρύφαινα, Kleopatra VI. Tryphaina; * 95 пр.н.е.; † 57 (?) пр.н.е.) e египетска фараонка (царица) (58 – 57 пр.н.е.), съпруга на египетския фараон Птолемей XII Авлет от династията на Птолемеите.

## Биография
Дъщеря е на Птолемей IX Сотер и единствена сестра и също съпруга на Птолемей XII Авлет. Със съпруга си Птолемей XII имат култовата титла Θεοί Φιλοπάτωρες και Φιλάδελφοι (theoí Philopátores kai Philádelphoi).
Клеопатра VI е майка на Береника IV, Птолемей XIII, Клеопатра VII, Арсиноя IV и Птолемей XIV.
През септември 58 пр.н.е. Птолемей XII бяга поради въстание на александрийците от Египет в Рим. Тогава Клеопатра VI и Береника IV са номинирани за египетски царици, понеже нейните синове Птолемей XIII и Птолемей XIV са били още малолетни. След една година Клеопатра VÌ умира през 57 пр.н.е. и Береника IV е за кратко време еднолична царица.